# Owari no Seraph
Owari no Seraph (終わりのセラフ Owari no Serafu?, lit. El Serafín del fin), también conocida como Seraph of the End: Vampire Reign, es una serie de manga de fantasía oscura escrita por Takaya Kagami e ilustrada por Yamato Yamamoto. Es publicada en la revista Jump Square de la editorial Shūeisha desde 2012. Ha sido licenciada para su publicación en Estados Unidos por VIZ Media, en su revista Weekly Shonen Jump Alpha. La historia está ambientada en un mundo donde un virus ha devastado a la mayor parte de la población mundial, dejando solo vivos a los niños menores de trece años. Durante dicho suceso surgen de las profundidades de la Tierra vampiros y otras criaturas. Un joven, Yūichirō "Yū" Hyakuya, vive para matar a los vampiros que asesinaron sus compañeros de orfanato.
La adaptación a serie de anime por parte de Wit Studio fue anunciada el 28 de agosto de 2014. La primera temporada comenzó su transmisión el 4 de abril de 2015 y finalizó el 20 de junio de ese mismo año. La segunda temporada comenzó el 10 de octubre y finalizó el 26 de diciembre de 2015. Una serie de novelas ligeras centradas en el superior de Yū, Guren Ichinose, ha sido escrita por Kagami e ilustrada por Yamamoto.

## Argumento
En el año 2012, el mundo llegó a su fin a causa de un letal virus de origen humano, el cual aniquiló a casi toda la especie humana con la excepción de los niños menores de trece años. Al mismo tiempo, los vampiros emergieron de las profundidades de la Tierra y se establecieron como la raza dominante. Estos ofrecen seguridad a los supervivientes a cambio de subsistir mutuamente ofreciéndose como ganado, es decir, donar sangre voluntariamente. Cuatro años después de estos sucesos, Yūichirō "Yū" Hyakuya y su amigo Mikaela planean escapar del dominio de los vampiros junto con los otros niños del Orfanato Hyakuya. Sin embargo, el plan termina en una masacre y todos ellos son asesinados, mientras que Mikaela se sacrifica con el fin de que Yūichirō escapase. Al escapar, Yūichirō es acogido por los miembros de la Compañía Demonio Lunar, una unidad de exterminio parte del Ejército Demoníaco Imperial Japonés. Otros cuatro años más tarde, Yūichirō se dedica a luchar contra los vampiros con sed de vengar a su amada familia.

## Personajes

### Principales

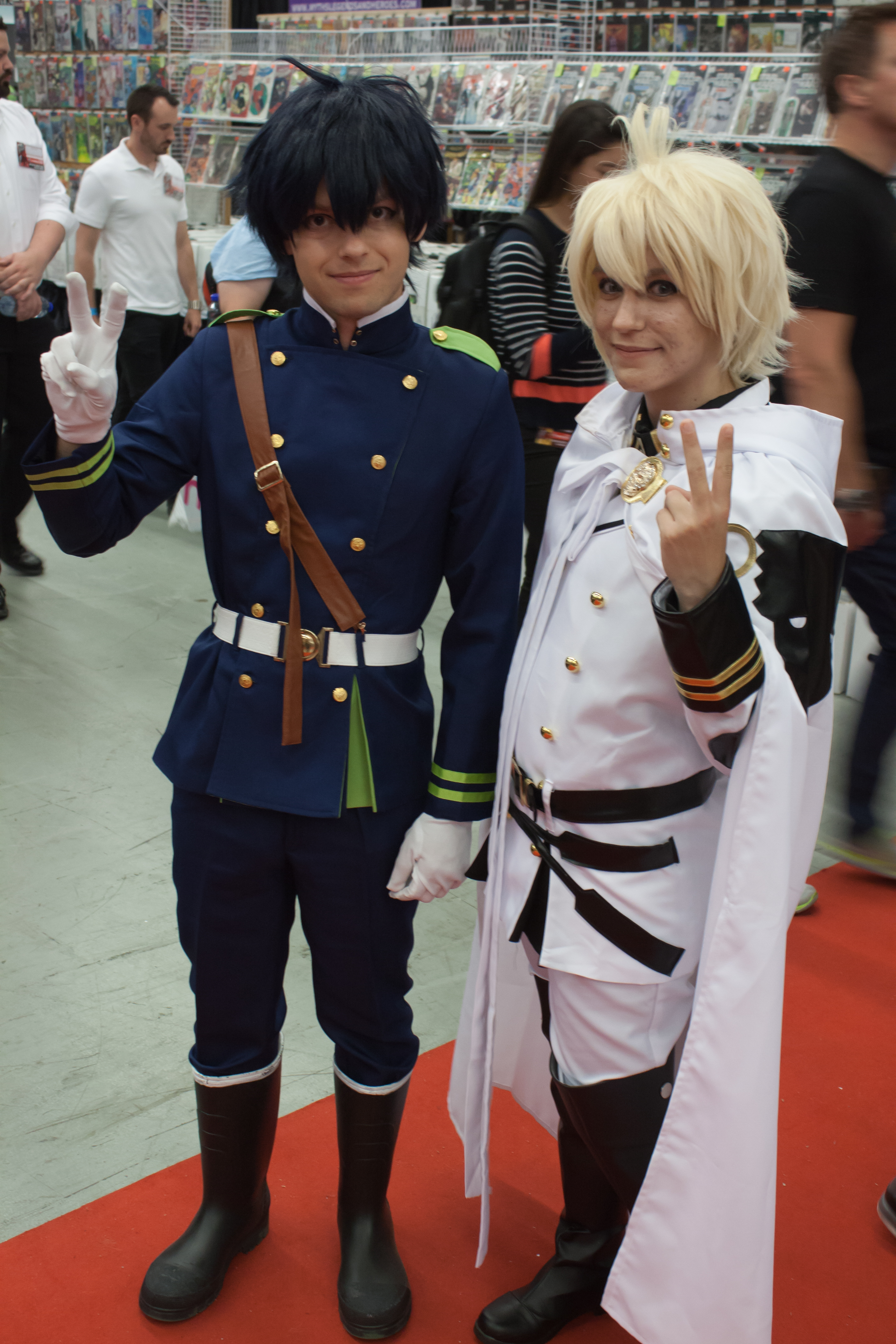
Cosplays de Yūichirō y Mikaela Hyakuya, Montreal Comiccon 2016.

Yūichirō Hyakuya (百夜 優一郎 Hyakuya Yūichirō?)
Voz por: Miyu Irino (anime), Yū Shimamura (anime, joven), Romi Park (CD Drama), Micah Solusod (Inglés), Erick Padilla (español latino)
El protagonista principal de la historia. Cuando Yūichirō tenía doce años, él y su mejor amigo Mikaela planearon huir con los otros niños del Orfanato Hyakuya de su cautiverio de los vampiros. Sin embargo, su plan fue frustrado por Ferid Bathory, quien asesinó a su familia y a Mikaela, no antes de que este le obligase a huir, un hecho que Yū lamenta hasta este día. Su deseo de venganza hacia los vampiros por lo que hicieron a su familia y Mika es su principal motor para vivir, sin embargo, no permite que la venganza lo consuma y en su lugar elige ser fuerte por el bien de su nueva familia. Yūichirō se alistó en el Ejército Demoníaco Imperial Japonés precisamente por este motivo y fue asignado a la Compañía Demonio Lunar. A pesar de su terquedad y su poca inclinación de trabajar en equipo, es amable y se preocupa por sus amigos. Al descubrir que Mika seguía con vida como un vampiro, jura salvarlo. 
Mikaela Hyakuya (百夜 ミカエラ Hyakuya Mikaera?)
Voz por: Kenshō Ono (anime), Haruka Chisuga (anime, joven), Daisuke Kishio (CD Drama), Justin Briner (Inglés), Diego Becerril (español latino)
Es el mejor amigo de Yūichirō y otro de los supervivientes del Orfanato Hyakuya. Mikaela fue quien ideó el plan de escapar de los vampiros junto con sus compañeros. El plan terminó en una tragedia y Mika se sacrificó para que Yūichirō escapase, sin embargo, fue salvado por Krul y se convirtió en un vampiro. Durante los siguientes cuatro años, se vio obligado a vivir con los vampiros y en el proceso, aprendió la verdad sobre los experimentos realizados a él y sus compañeros en Hyakuya por parte de los humanos, lo que le llevó a odiar a la raza humana y a los vampiros por igual. Desea rescatar a Yūichirō de los humanos que lo manipulan y experimentan con él. Se niega a beber sangre humana, por lo tanto aún no es un vampiro completo.
Shinoa Hīragi (柊 シノア Hīragi Shinoa?)
Voz por: Saori Hayami (anime), Aki Toyosaki (CD Drama), Felecia Angelle (Inglés), Denisse Leguizamo (español latino)
Tiene el rango de sargento y es la líder de su escuadrón de exterminio de vampiros. En el comienzo de la historia, fue enviada por Guren para supervisar a Yūichirō y asegurarse de que este hiciera amigos. Shinoa es sarcástica y disfruta burlarse de otros, especialmente de Yūichirō y de su incapacidad de socializar. A pesar de ser parte de la poderosa familia Hīragi, Shinoa no está interesada en luchar por el poder.
Yōichi Saotome (早乙女 与一 Saotome Yōichi?)
Voz por: Nobuhiko Okamoto (anime), Miyuki Kobori (anime, joven), Chikahiro Kobayashi (CD Drama), Chris Burnett (Inglés), Patricio Pinet (español latino)
Yoichi es el primer amigo que logró hacer Yū. Es amable y gentil, y se sabe que decidió unirse al ejército con el fin de vengar a su hermana mayor, quien murió tratando de protegerlo de un vampiro. Después de que ayudase a Yū a derrotar un vampiro que atacó su escuela, ambos ganaron una posición en la Compañía Demonio Lunar. Tiene una alta resistencia psíquica, pero es muy débil físicamente. Su arma demonio es Gekkōin (月光韻, lit. Rima Lunar), un arma demonio de tipo oscuro que toma la forma de un arco.
Shihō Kimizuki (君月 士方 Kimizuki Shihō?)
Voz por: Kaito Ishikawa (anime), Ian Sinclair (Inglés), Aldo Ramírez (español latino)
Al igual que Yūichirō y Yoichi, Shihō pertenece a la Compañía Demonio Lunar. Posee excelentes capacidades de combate, pero es demasiado cínico y al comienzo sostenía que no necesitaba trabajar en equipo. A pesar de su mal genio, en realidad se preocupa por sus compañeros de equipo. Tiene una hermana enferma del virus y se alistó en el ejército con el fin de obtener dinero para que fuera sometida a tratamiento. Su arma demonio es Kiseki Ō (鬼箱王, lit. Rey de la caja del demonio), un arma demonio de tipo oscuro que toma la forma de espadas gemelas.
Mitsuba Sangū (三宮 三葉 Sangū Mitsuba?)
Voz por: Yuka Iguchi (anime), Alex Moore (Inglés), María García (español latino)
Mitsuba ha estado con la Compañía Demonio Lunar desde la edad de trece años. Después de un incidente en el cual causó la muerte de un miembro de su escuadrón a causa de su egoísmo, se centra en el trabajo en equipo en las batallas. Su arma demonio es Tenjiryū (天字竜, lit. Dragón en forma de cielo), un arma demonio que toma la forma de un hacha gigante.

## Lanzamiento

### Manga
Owari no Seraph ha sido serializado por la editorial Shūeisha en su revista de manga shōnen, Jump Square, desde el 3 de septiembre de 2012. El 7 de octubre de 2013, Viz Media anunció que había licenciado la serie para su publicación en Estados Unidos, la cual comenzó a publicarla en su revista semanal Shūkan Shōnen Jump. Un cómic también fue producido y publicado por Shūeisha, con su primer episodio siendo presentado por Sakiyomi Jum-Bang! el 1 de febrero de 2013.
Un spin-off del manga de comedia, creado para conmemorar la adaptación a serie de anime, titulado Serapetit!〜Seraph of the End four-frame manga〜 (せらぷち!〜終わりのセラフ４コマ編〜 Serapuchi!〜 Owari no Serafu 4-koma-hen 〜?), ha sido serializado por Shūeisha en Jump Square desde abril de 2015. También ha sido publicado en el sitio oficial de Owari no Seraph.

### Novelas ligeras
Owari no Seraph: Guren Ichinose: Catástrofe a los dieciséis (終わりのセラフ 一瀬グレン、16歳の破滅 Owari no Seraph: Guren Ichinose: Catástrofe a los dieciséis?) es una precuela centrada en el personaje de Guren Ichinose, detallando la serie de eventos que ocurrieron nueve años antes del inicio del manga original. Escrito por Takaya Kagami e ilustrado por Yamato Yamamoto, actualmente se compone de seis volúmenes y ha sido publicado por Kōdansha en la revista Gekkan Shōnen Magazine desde enero de 2013. El 15 de febrero de 2015, Vertical anunció que había licenciado las novelas para su lanzamiento de Norteamérica, las cuales han sido lanzadas en enero de 2016. Un CD drama fue lanzado el 30 de octubre de 2015, empaquetado con el volumen 6 de la novela ligera y también escrito por Takaya Kagami.
| Número | Fecha de publicación  | ISBN                   |
| ------ | --------------------- | ---------------------- |
| 1      | 4 de enero de 2013    | ISBN 978-4-06-375279-3 |
| 2      | 2 de julio de 2013    | ISBN 978-4-06-375311-0 |
| 3      | 31 de enero de 2014   | ISBN 978-4-06-375354-7 |
| 4      | 2 de julio de 2014    | ISBN 978-4-06-375396-7 |
| 5      | 2 de abril de 2015    | ISBN 978-4-06-381451-4 |
| 6      | 30 de octubre de 2015 | ISBN 978-4-06-381491-0 |

Una nueva novela ligera, centrada en la historia de Mikaela y en el origen de los vampiros, titulada Owari no Seraph: La historia del vampiro Mikaela (終わりのセラフ　吸血鬼ミカエラの物語 Owari no Seraph: Kyūketsuki Mikaela no Monogatari?), fue publicada por Shūeisha desde el 4 de diciembre de 2015. La historia está escrita por Takaya Kagami e ilustrada por Yamato Yamamoto.
| Número | Fecha de publicación   | ISBN                   |
| ------ | ---------------------- | ---------------------- |
| 1      | 4 de diciembre de 2015 | ISBN 978-4-08-703358-8 |

### Anime
Una adaptación a serie de anime fue anunciada el 28 de agosto de 2014 y estrenada el 4 de abril de 2015, la cual consta de un total de 24 episodios. Fue producida por Wit Studio, dirigida por Daisuke Tokudo y escrita por Hiroshi Seko. Takaya Kagami, el escritor del manga original, ha estado redactando personalmente la historia de cada episodio con material aún no serializado en el manga y supervisando los guiones hasta el final del anime. El 12 de diciembre de 2014, se anunció que la serie se dividiría en dos partes. La primera mitad (12 episodios) se lanzaría en abril de 2015 hasta junio, mientras que la segunda mitad (también de 12 episodios) de octubre a diciembre. El anime fue estrenado en Tokyo MX, MBS, TV Aichi, y BS11. El 24 de julio de 2015, Geneon lanzó los primeros doce episodios en una colección de Blu-ray/DVD de cuatro volúmenes. Algunos episodios extras de seis minutos fueron incluidos en cada Blu-ray/DVD. El 31 de marzo de 2015, se anunció que Funimation licenció el anime para su transmisión y lanzamiento en América del Norte. Hulu también transmitió la serie. El 13 de mayo de 2015, Funimation anunció que el anime doblado en inglés se transmitiría cada miércoles a las 8:30 p. m. EDT en su bloque de transmisión "Dubble Talk".
El 1 de octubre de 2021, Funimation anunció que la serie recibió un doblaje en español latino, que se estrenó el 14 de octubre.

### Videojuegos
El 17 de diciembre de 2015, salió a la venta para la consola PlayStation Vita un juego de estrategia titulado Owari no Seraph: Unmei no Hajimari (終わりのセラフ 運命の始まり).
Bandai Namco desarrolló también una versión para teléfonos inteligentes que salió el 28 de septiembre de 2015, titulado Seraph of the End: Bloody Blades (終わりのセラフ BLOODY BLADES Owari no Seraph: Bloody Blades).